# Jan Pytlick
Jan Pytlick, né le 5 juin 1967 à Thurø, est un ancien joueur de handball danois devenu entraîneur. 
Il est principalement connu en tant que sélectionneur de la équipe nationale féminine du Danemark avec laquelle il remporte deux titres olympiques en 2000 et 2004 ainsi qu'un titre de champion d'Europe en 2002. Passées ses années fastes pour le handball danois, il devra attendre le championnat du monde 2013 pour monter à nouveau sur le podium avec une médaille de bronze.
Avec sa femme, la handballeuse internationale Berit Bogetoft (da), il a deux enfants, Camilla Pytlick (da) et Simon Pytlick, tous deux handballeurs.

## Biographie
Après avoir commencé le handball dans le club danois GO Gudme, une blessure à l'épaule le contraint à arrêter sa carrière à 19 ans. Il devient alors entraîneur, tout d'abord au Team Esbjerg puis au GO Gudme. Puis en 1998, il est appelé à 31 ans pour devenir sélectionneur de l'équipe nationale du Danemark féminine en remplacement d'Ulrik Wilbek qui vient alors de réaliser un triplé historique JO 1996, Euro 1996 et Mondial 1997.
Malgré le départ de plusieurs joueuses cadres, il obtient de très bons résultats avec une médaille d'argent au Championnat d'Europe 1998 puis le titre de champion olympique en 2000, titre qui sera de nouveau remporté 4 ans plus tard à Athènes en 2004. Il parvient entre-temps à devenir champion d'Europe en 2002, mais ne parviendra jamais à remporter de médaille au Championnat du monde, échouant à la 4e place en 2001 et 2005.
C'est d'ailleurs après le Championnat du monde 2005 qu'il décide d'accepter l'offre du GO Gudme Svendborg TGI et il est alors remplacé par Brian Lyngholm. Ce dernier ne parvenant pas à qualifier la sélection danoise au Championnat du monde 2007, Pytlick est finalement rappelé en temporairement en février 2007, puis décide en mars 2007 d'abandonner complètement le GOG pour se concentrer à nouveau à 100% sur l'équipe nationale danoise. On lui confie alors un mandant de cinq ans avec pour objectif les Jeux olympiques de Londres en 2012.
Malgré une décevante 9e place à Londres, il reste à la tête de la sélection et parvient à atteindre les demi-finales du championnat du monde 2013. Après trois 4e places, il parvient à conjurer le sort en remportant la médaille de bronze, la première médaille en championnat du monde depuis le titre acquis en 1997 par Ulrik Wilbek et, toute toutes compétitions confondues, depuis l'Euro 2004.
À l'issue d'un décevant Euro 2014 terminé à la 8e place et alors que le Danemark organise un an plus tard le championnat du monde féminin, Jan Pytlick a décidé le 29 décembre 2014 de mettre un terme à son contrat avec la fédération danoise de handball après 16 années passées et de nombreux titres remportés.

## Palmarès d'entraîneur

### Danemark féminin
Jeux olympiques
- Médaille d'or aux Jeux olympiques de 2000 à Sydney,  Australie
- Médaille d'or aux Jeux olympiques de 2004 à Athènes,  Grèce
- 9e place aux Jeux olympiques de 2012 à Londres,  Royaume-Uni
- Non qualifié aux Jeux olympiques de 2008 à Pékin,  Chine

Championnat d'Europe
- Médaille d'or au Championnat d'Europe 2002
- Médaille d'argent au Championnat d'Europe 1998
- Médaille d'argent au Championnat d'Europe 2004
- 4e place au Championnat d'Europe 2010
- 5e place au Championnat d'Europe 2012
- 10e place au Championnat d'Europe 2000
- 11e place au Championnat d'Europe 2006
- 11e place au Championnat d'Europe 2008

Championnat du monde
- Médaille de bronze au Championnat du monde 2013
- 4e place au Championnat du monde 2001
- 4e place au Championnat du monde 2005
- 4e place au Championnat du monde 2011
- 5e place au Championnat du monde 2009
- 6e place au Championnat du monde 1999
- 13e place au Championnat du monde 2003